# يوريدين أحادي الفوسفات
اليوريدين أحادي الفوسفات (بالإنجليزية: Uridine monophosphate)‏ يعرف كذلك بـ حمض 5'-يوريديليك هو نوكليوتيد يستخدم كمونومر في الرنا وهو إستر حمض الفوسفوريك مع نيوكليوسيد اليوريدين. يتكون اليوريدين أحادي الفوفسفات من مجموعة فوسفات، سكر الريبوز وقاعدة اليوراسيل ومنه فهو ريبونوكليوتيد أحادي الفوسفات. كمستبدل أو جذر يأخذ اسم السابقة يوريديليل-، الهيئة منقوصة الأكسجين المقابلة له هي يوريدين أحادي الفوسفات منقوص الأكسجين وتختصر (dUMP) أو (ي.أ.ف.م).

## تأثيراته على ذكاء الحيوانات
في دراسة وُجِد أن العضلانات التي أطعمت مزيجا من اليوريدين أحادي الفوسفات، الكولين وحمض الدوكوساهكساينويك تحسن بشكل ملحوظ أداؤها في ركض المتاهات عكس تلك التي لم يتم إطعامها هذه المركبات، ما يعني تحسنا في الوظيفة الإدراكية.